# Poklos-patak
A Poklos-patak (románul: Pârâul Pocloș) a Maros egyik mellékvize. Marosvásárhely keleti határánál keletkezik, a Kebele környékén eredő Sásvári-patak és a Koronka mellett eredő Vácmán-patak (Koronkai-patak) összefolyásából. Kelet-nyugat irányban szeli át a várost, áthalad a Tudor- és Budai-negyeden, majd a belváros közelében beömlik a Turbina-árokba, a Maros mesterségesen létrehozott ágába.

## Helytörténet
A Poklos nevet 1597-ben említik először. Kezdetben valószínűleg csak a Vácmán- és Sásvári-patak összefolyásának környékét nevezték Poklosnak, feltételezések szerint a ragadós, szurkos föld miatt; később már a patak teljes hosszát így nevezik. A Poklos-pataktól kölcsönözte nevét az egykori Poklos utca (a jelenlegi Győzelem tér környéke) és Poklos-fertály (a Főtértől nyugatra, délnyugatra eső terület).
A 20. század elejéig a patak a jelenlegi Főtér területén folyt keresztül. 1909-ben mederrendezési terv készült, melynek eredményeként elnyerte jelenlegi folyását. Az 1975-ös árvíz alkalmával kiöntött.
A közelmúltban többször tervezték, hogy befedik a patakot, és parkolókat hoznak létre rajta, de ez máig sem valósult meg.